# Incamyia nuda
Incamyia nuda är en tvåvingeart som beskrevs av Aldrich 1934. Incamyia nuda ingår i släktet Incamyia och familjen parasitflugor. Inga underarter finns listade i Catalogue of Life.